# Hans Lammers
Pour les articles homonymes, voir Hans Heinrich (homonymie) et Lammers.
 Hans Heinrich Lammers, né le 27 mai 1879 à Lublinitz (province de Silésie) et mort le 4 janvier 1962 à Düsseldorf, est un juriste et haut fonctionnaire allemand. 
Il est secrétaire d'État à la chancellerie du Reich à partir de 1933, puis ministre en 1937 ; sa carrière prend fin en 1945, lors de la défaite allemande. 

## Biographie
Docteur en droit, il exerce les fonctions de juge en Silésie en 1912. Engagé volontaire en 1914, il est décoré de la Croix de fer. En 1919, il adhère au DNVP. En 1932, il adhère au parti nazi.
À partir de 1922, il entame une carrière au ministère de l'Intérieur, où son ascension devient fulgurante au début des années 1930.

## Secrétaire d'État, puis ministre, à la chancellerie du Reich
Conseiller ministériel auprès du ministre de l'Intérieur du Reich, Lammers a rapidement affiché ses sympathies pour le NSDAP. 
En raison de son parcours de fonctionnaire et de sa proximité idéologique avec le mouvement nazi, il est nommé secrétaire d'État à la chancellerie du Reich. Appuyé par Frick, ministre de l'Intérieur à partir de 1933, il coordonne l'activité gouvernementale durant les premières années du Troisième Reich. À ce titre, il constitue un interlocuteur privilégié des responsables administratifs, échangeant avec ces derniers de très nombreux courriers, fixant les compétences des principaux pôles de pouvoir au sein du Troisième Reich les uns par rapport aux autres. 
En 1937, conservant ses prérogatives, il est nommé ministre sans portefeuille.

### Fonctions
En tant que secrétaire d'État à la chancellerie du Reich, il est responsable de la coordination du travail ministériel, mais, à partir de 1934, ses attributions se trouvent entremêles dans le maquis institutionnel du Reich. Il apparaît rapidement comme le seul à mener ce travail de coordination des différents ministres entre eux et à garantir une certaine interaction avec le chancelier.
Ainsi, garant de l'application des textes législatifs et réglementaires, il doit donner des consignes aux gouverneurs du Reich, tandis que ces derniers, souvent Gauleiter, prennent leurs ordres également auprès des instances compétentes du NSDAP, ainsi que du ministre de l'intérieur de Prusse, le cas échéant. Ainsi, en 1943, il informe Hans Frank, dans le contexte du conflit qui oppose ce dernier à Himmler, par une lettre que la nouvelle politique à l'égard des populations européennes, définie par Goebbels sa circulaire du 15 février 1943, ne doit pas être appliquée dans le Gouvernement Général de Pologne.
Dans le cadre de ses fonctions, il est souvent appelé à diffuser le point de vue du Führer et chancelier du Reich par des circulaires adressées aux fonctionnaires, par exemple au sujet du licenciement et du reclassement des femmes fonctionnaires et sur les conséquences d'une maternité sur la carrière d'une femme fonctionnaire célibataire, lorsqu'il est question de proposer un poste important à des fonctionnaires non membres du NSDAP, en 1939. En novembre 1941, pendant la querelle religieuse dans le Warthegau, il est amené à rappeler aux représentants des églises évangéliques le point de vue de Hitler sur la politique religieuse menée par Arthur Greiser, Gauleiter et Reichsstatthalter du Wartheland.
Ses collègues ministres peuvent également être ses interlocuteurs, lorsqu'il diffuse les avis de Hitler ou lorsqu'il coordonne l'action des administrations dont ils ont la charge. En effet, en 1943, par exemple, il fait savoir au ministre des Finances que Hitler a souhaité ne pas augmenter les impôts, au grand dépit de ce dernier. En juillet 1944, de même, il informe les membres du cabinet que Hitler, le chancelier, souhaite les réunir afin de planifier une nouvelle étape dans la mobilisation de la population, puis, les décrets pris à la suite de cette réunion publiés, il assure leur publicité auprès des autres dirigeants du Reich. De même, dans une lettre du 22 septembre 1944, en réponse à de multiples sollicitations d'Alfred Rosenberg, ministre des Territoires occupés de l'Est, il rappelle l'opposition de Hitler à tout changement de politique à l'Est.
Enfin, Lammers est également l'interlocuteur et le représentant des fonctionnaires, lorsque le régime prend des décisions les concernant, comme en 1937 en les obligeant à dénoncer auprès de lui tout acte hostile au gouvernement. Fonctionnaire lui-même, il organise la réforme de la fonction publique, sensibilisé par Frick à la mauvaise santé financière de ces derniers et à la dépréciation de leur statut. Enfin, en 1944, lors de la réunion du 22 juillet devant conclure à la mobilisation accrue de la société allemande, il tente de défendre cette catégorie de cette population contre les prétentions de Goebbels à les mobiliser pour le conflit. 
Dans un premier temps, il est le seul à contrôler l'accès au chancelier du Reich : à part quelques exceptions, toutes les demandes d'entrevues doivent lui être soumises. Mais, de plus en plus, au fil du temps, il doit partager ces pouvoirs avec Hess, Bormann ou d'autres.
De même, il doit coordonner les activités des différentes sections de la chancellerie du Reich, notamment lorsque cette dernière est saisie de cas particuliers, comme en décembre 1938, lors de l'examen du cas du professeur d'Anglais, de Français et d'Histoire, Walther Hobohm ,, ou encore lorsqu'il est saisi de l'interdiction, réitérée en 1938, faite aux membres de la Wehrmacht d'assister à des conférences animées par un membre du NSDAP. 
Instruisant en droit les dossiers qui lui sont présentés, il décide de leur présentation au chancelier (ou de leur enterrement) et du calendrier de cette présentation, comme des modalités de présentation, influençant ainsi les décisions de Hitler. Ainsi, en septembre 1941, Wilhelm Stuckart lui adresse un projet de décret qu'il souhaite voir soumis au chancelier dans un délai assez court,

#### Acteur des rivalités au sein duIIIeReich
Au fil des années, il tente de compter parmi les principaux garants de l'État face au NSDAP, s'opposant notamment, après le congrès de Nuremberg, à la domination du NSDAP sur l'État. 
Durant ses années de services à la chancellerie du Reich, il participe aux multiples luttes de pouvoir qui émaillent le gouvernement du Reich par le NSDAP, apparaissant de moins en moins comme un arbitre au-dessus des conflits. Dans ces luttes de pouvoir, il recherche des soutiens avant de présenter le moindre texte à signer à Hitler,. 
Proche de Himmler, Lammers tente d'intercéder en sa faveur auprès de Hitler, après que le futur rôle d'Alfred Rosenberg a été confirmé dans la gestion des territoires à conquérir sur l'URSS. Dans le même domaine, à partir de 1942, il intervient dans les rivalités de compétences entre Himmler, commissaire du Reich responsable de la politique raciale et Hans Frank, gouverneur général de Pologne. Lors de la première confrontation entre ces deux proches de Hitler, en mars 1942, il fait partie, avec Martin Bormann et Heinrich Himmler de ceux qui interrogent Frank sur les soupçons de corruption qui pèsent sur le Gouverneur Général et de son administration,,, puis durant l'automne, fait partie de ceux qui exercent une forte pression sur Frank afin d'accélérer la mise en œuvre des projets coloniaux. 
Ainsi, en mars 1943, alors allié à Himmler pour la circonstance, il participe à l'élaboration d'un plan en vue de l'éviction du ministre de l'intérieur Wilhelm Frick par la création d'un ministère de la police et de la sécurité, confié à Himmler, qui aurait eu sous sa tutelle le ministère de Frick,. Lors de la réunion du 22 juillet 1944, il se rapproche de Goebbels, allant jusqu'à proposer son nom à Hitler comme plénipotentiaire pour la guerre totale.
Cependant, il conserve jusque tardivement dans le conflit de réelles prérogatives dans l'organisation du travail gouvernemental. Ainsi, le 22 juillet 1944, il préside une réunion, regroupant les principaux acteurs de la mobilisation de la population, arbitrant entre les demandes d'accroissement de pouvoir des principaux responsables du régime dans la seconde moitié de l'année 1944, il donne comme consigne au ministre des finances de préparer une loi de finances permettant la mise en œuvre de la réforme fiscale que celui-ci appelle de ses vœux.  
Responsable de la coordination du travail gouvernemental, il est non seulement le témoin, mais aussi le responsable de la mise en forme légale, de la disgrâce de certains proches de Hitler. Richard Darré, en octobre 1939, doit s'adresser à lui pour tenter de limiter les effets de sa disgrâce .

### Évolution des attributions
Au fil des années, dans le contexte d'un enchevêtrement toujours plus croissant des fonctions et des compétences de l'État central, du NSDAP et des divers organes à compétences spécifiques, ses attributions, comme son pouvoir réel, évoluent. Cette évolution aboutit à son éviction dans la dernière année du Troisième Reich, au profit de Bormann.
Cependant, dans les premières années du régime, à la faveur du détachement de Hitler à l'égard des affaires courantes, il prend en charge à partir de 1937 la chancellerie présidentielle, émanation du bureau du président du Reich; il est alors nommé ministre sans portefeuille le 26 novembre 1937, et devient, de fait, le principal administrateur du gouvernement du Reich,, prenant des décisions qui auraient dû relever du gouvernement, comme en 1938, lors de la nomination d'une femme maître-assistant à l'université de Berlin. 
Dans un autre domaine, en août 1941, son travail de coordination l'amène à réglementer les voyages à l'étranger des principaux responsables du Reich, soumettant leurs déplacements à un accord préalable. 

#### Membre du cabinet de défense du Reich
À partir de 1938, alors que le gouvernement du Reich oriente de plus en plus sa politique en vue d'un conflit majeur, Lammers est l'une des personnalités gouvernementales pressenties pour faire partie d'un cabinet de guerre, instance de gouvernement collégiale, à mettre en place. Ainsi, dès 1938, une réglementation le nomme dans ce cabinet de guerre, théoriquement présidé par Göring, qui ne se réunit jamais, à la demande de son propre président et sous la pression de Hitler lui-même. Cette nomination est cependant confirmée par le décret du 30 août 1939 le nommant au sein d'un cabinet de défense du Reich, aux côtés de Göring, Frick, Funk, Keitel et Hess. 
Proche de Himmler, il prend régulièrement place à bord du train de celui-ci, pour suivre les opérations militaires, en Pologne en 1939, sur le front de l'Ouest en 1940
Au sein de ce cabinet, qui ne se réunit pourtant plus après le 15 novembre 1939, il voit ses prérogatives théoriquement renforcées, notamment dans la rédaction des ordonnances et décrets, ainsi que dans leur mise en œuvre, comme celles devant sanctionner la nouvelle répartition des pouvoirs au sein du Reich à l'issue de la réunion du 22 juillet 1944. 
Au cours de l'année 1943, après la défaite de Stalingrad, une dernière expérience de gouvernement collégial est tentée. Le comité des Trois regroupe Lammers, Keitel et Bormann et est destiné à superviser la mobilisation de la population allemande dans le cadre de la guerre totale,. Se réunissant onze fois entre janvier et août 1943, l'autorité de cette instance est sapée par Goebbels, Göring, Speer et d'autres dignitaires écartés de cette initiative. Dans ce cadre, il parvient cependant à mettre en place des procédures visant à limiter l'activité des entreprises non indispensables à l'effort de guerre allemand, mais, au cours de l'année 1943, échoue, alors qu'il est cependant soutenu par Bormann, à interdire les courses de chevaux à Munich.

#### Concurrent de Martin Bormann
À partir de la capture de Rudolf Hess en 1941, il doit composer avec son successeur, Martin Bormann, nommé le 12 avril 1941, chef de la chancellerie du parti.
L'ordonnance sur la création d'offices du logement et de cités ouvrières dans le Reich constitue, en octobre 1941, le prétexte d'une première confrontation, Bormann affirmant dans son courrier que l'ordonnance en question ne lui avait pas été présentée au préalable; sa réponse lui fournit l'occasion de rappeler les prérogatives de la chancellerie du Reich en matière de droit administratif.
À partir du 12 août 1942, à la demande de Bormann, il est obligé de confier à ce dernier l'ensemble des dossiers requérant l'avis de Hitler, celui-ci étant « absent ». Le 17 juin 1943, les deux hommes, qui se tutoient, trouvent une solution garantissant au mieux les intérêts du gouvernement : Bormann s'engage à emmener Lammers avec lui lors de discussions avec Hitler intéressant le gouvernement du Reich.

#### Éloignement du chancelier
Au fil des mois, il se trouve exclu de la proximité du chancelier par Bormann, qui, de plus, s'empare de la réalité de ses prérogatives, coordonnant de fait l'action des ministres durant les deux dernières années du conflit. Cependant, à partir de 1942, il voit son pouvoir diminué.
Pour tenter de le conserver, ainsi que pour apurer les instances qui s'accumulent, il tente à ce moment de convaincre Hitler de réunir à nouveau le gouvernement du Reich, comme il l'avait tenté en 1938 et 1939, sans plus de succès.
Dans le même temps, il ne soumet plus à Hitler l'approbation de décisions auxquelles ce dernier est hostile, se créant de nombreux ennemis, notamment Frick, Schwerin von Krosigk,, ou Heydrich. Par ce biais, il espère conserver certaines de ses possibilités d'action. Il ne soumet donc pas au Führer et chancelier une demande de Frick, favorable à la remise en cause de l'indépendance financière des responsables d'administrations civiles, Hitler favorisant au maximum l'indépendance des Gauleiter face aux ministres de l'intérieur et des finances, ou, à la demande de ses propres subordonnés, les problèmes budgétaires soulevés par les nominations de Himmler, ce dernier ayant obtenu la liberté totale en matière de nominations.
Enfin, il éprouve de plus en plus de difficultés à rencontrer Hitler. La tendance de Hitler de ne pas accorder d'audience à un ministre supposé l'un de ses principaux collaborateurs s'accentue pendant le conflit : au cours des deux premières années du conflit, il peut rencontrer Hitler selon un rythme moyen d'une réunion hebdomadaire. Puis, à partir de l'été 1941, le rythme et la fréquence de ces réunions de travail diminuent : on en compte 39 en 1942, puis 18 en 1943,. Ayant quitté le quartier général en octobre 1944, Il rencontre Hitler pour la dernière fois le 27 mars 1945 pour la signature d'un texte de loi.

#### Éviction
Conséquence de la montée en puissance de Martin Bormann, chef de la chancellerie du NSDAP, son éviction apparaît définitive à partir de la seconde moitié de l'année 1944, la chancellerie du parti, domaine de Bormann, ayant totalement écarté la chancellerie et le gouvernement du Reich,.
Cette éviction constitue l'aboutissement d'un long processus qui débute lors du départ de Rudolf Hess en mai 1941 et de son remplacement par Martin Bormann. En effet, celui-ci partage avec Lammers le contrôle de l'accès à Hitler, chacun dans sa sphère de compétence, le parti pour l'un, le gouvernement pour l'autre. Mais, avec la montée en puissance du NSDAP, le ministre de la chancellerie voit son influence diminuer au fil du conflit.
Durant les derniers mois du conflit, totalement écarté, il souffre de dépression et n'est plus en mesure d'exercer des fonctions devenues inutiles. Ainsi, au mois de mars 1945, prenant prétexte de son état de santé, il quitte Berlin pour se réfugier à Berchtesgaden, tandis que la chancellerie du Reich est confiée à son adjoint.

## Un rouage de la politique raciale nazie
Au fil des années, il tente de donner un vernis de légalité à la politique raciale du régime. Ce vernis de légalité se manifeste par la préparation de décisions inspirées par l'idéologie nazie et par un rapprochement avec les acteurs de la solution finale.

### Un partisan de la légalité
Il se montre favorable à la mise en œuvre d'une politique raciale définie par la loi. À de nombreuses reprises, il en rappelle les contours dans des circulaires.
Ainsi, lorsque la politique raciale du régime se précise, au début de l'année 1939, il entretient une correspondance avec Himmler sur la préparation d'un texte de loi prohibant le mariage entre Allemands et étrangers ; dans une lettre datée du 21 mars 1939, Himmler l'informe de son souhait de « récupérer des femmes de sang nordique pour l'Allemagne ». Par exemple, lorsque le ministre de l'Intérieur, Wilhelm Frick, souhaite réglementer les rapports entre des fonctionnaires du Reich et des Tchèques ou des Polonais, il propose une circulaire appelant les fonctionnaires à « un comportement respectable dans leur service comme en dehors de celui-ci », visant particulièrement les fonctionnaires entretenant des « relations sexuelles avec des personnes d'origine polonaise ». 
À partir de 1939, allié à Göring pour la circonstance, il s'oppose à la légalisation a posteriori des exécutions et au durcissement des peines encourues par les Polonais demandés par Himmler. 
Dans le même temps, il prépare un décret confiant à Himmler le soin d'organiser la réinstallation de Volksdeutsche en Pologne occupée par le Reich, ce dont il s'acquitte après avoir vérifié auprès du ministre des finances, Lutz Schwerin von Krosigk, du financement des mesures de ce décret.

### Un ministre informé des crimes du régime
Son rôle de coordinateur du travail ministériel fait de lui l'un des ministres parmi les mieux informés de certains aspects de la politique criminelle du IIIe Reich.
En effet, il est l'un des seuls ministres informés de l'application du décret relatif à l'assassinat des personnes handicapées,. Il se montre partisan du respect de procédures légales dans le cadre de l'application de cette disposition, en réalité une autorisation antidatée rédigée sur le papier à lettres personnel de Hitler.
Lors des premiers accrochages entre Frank et Himmler au sujet de la politique en Pologne, ce dernier lui demande de le renseigner sur les fuites autour des crimes allemands en Pologne. Dans les mois qui suivent cette demande, en janvier 1940, le ministre fait état d'une « marche de la mort » dans la région de Lublin.
Dans le cadre de la préparation de l'offensive contre l'Union soviétique, il est approché par Himmler, qui souhaite donner à la prééminence de la SS un cadre légal. Ainsi, il se voit proposer deux décrets, l'un le 10 juin 1941, visant à faire de ce dernier le principal responsable de la « sécurité policière et politique » des territoires occupés en Europe de l'Est, un autre le 18 septembre 1941, destiné à accroitre les pouvoirs de la SS dans le Gouvernement général et dans les territoires contrôlés par l'administration civile. 
Puis, présent lors de la réunion du 16 juillet 1941 en tant que chef de la chancellerie de Reich, il contresigne le décret du lendemain avec Keitel, confiant à Himmler le contrôle des activités de la police dans les territoires conquis.

## Après la guerre

### Témoin puis accusé à Nuremberg
Traduit devant le tribunal allié au procès des ministres, il est condamné à une peine de vingt années de prison, réduite à dix en 1951. 
Il est mis en cause par Carl Schmitt lors de la déposition de ce dernier au tribunal de Nuremberg, dans le cadre d'un rapport, le rapport Lammers, rédigé par le célèbre juriste allemand à la demande du procureur américain, Robert Kempner; ce texte est publié seulement en 1958,. Ce rapport constitue l'un des éléments du marché que Kempner propose à Schmitt en échange de sa libération.

### Libération et fin de vie
Il est définitivement libéré le 16 décembre 1951.